# Milna (Vis)
Milna je malá vesnice a přímořské letovisko v Chorvatsku ve Splitsko-dalmatské župě, nacházející se u východního pobřeží ostrova Vis, spadající pod opčinu města Vis, od něhož se nachází asi 9 km jihovýchodně. V roce 2011 zde žilo 30 obyvatel. Jako samostatné sídlo existuje od roku 2001, když byla oddělena od sousední vesnice Podstražje.
K vesnici patří kromě hlavní části také osada Ženka. Nachází se zde oblázková pláž Milna a písečná pláž Zaglav.